# Antidesma japonicum
Antidesma japonicum är en emblikaväxtart som beskrevs av Philipp Franz von Siebold och Joseph Gerhard Zuccarini. Antidesma japonicum ingår i släktet Antidesma och familjen emblikaväxter.

## Underarter
Arten delas in i följande underarter:
- A. j. japonicum
- A. j. robustius